# Brax (Haute-Garonne)
Brax (Okz.: Brats) ist eine südfranzösische Gemeinde mit 2938 Einwohnern (Stand: 1. Januar 2022) in der Région Okzitanien (zuvor Midi-Pyrénées) und im Département Haute-Garonne. Die Gemeinde liegt im Arrondissement Toulouse und im Kanton Toulouse-7 (zuvor Léguevin). Die Einwohner heißen Braxéens.

## Geografie
Die Gemeinde liegt 17 Kilometer südwestlich von Toulouse zwischen den Bächen Courbet und seinem Zufluss Chauge, die in östlicher Richtung zur Aussonnelle entwässern. Der Ort gehört zum Großraum Toulouse.

## Nachbargemeinden
Im Nordwesten und Westen grenzt Brax an die Gemeinde Lasserre-Pradère, im Norden, Nordosten und Osten an die Gemeinde Pibrac und im Süden, Südosten und Südwesten an die Gemeinde Léguevin.

## Bevölkerungsentwicklung
| Jahr                      | 1962 | 1968 | 1975 | 1982 | 1990 | 1999 | 2006 | 2017 | 2019 |
| ------------------------- | ---- | ---- | ---- | ---- | ---- | ---- | ---- | ---- | ---- |
| Einwohner                 | 307  | 458  | 902  | 1202 | 1358 | 2017 | 2373 | 2811 | 2862 |
| Quelle: Cassini und INSEE |      |      |      |      |      |      |      |      |      |

## Verkehr
Brax hat einen Bahnhof (Brax-Léguevin) an der Bahnstrecke Saint-Agne–Auch und wird im Regionalverkehr mit Zügen des TER Occitanie zwischen Toulouse und Auch bedient.

## Sehenswürdigkeiten
- Schloss aus dem 14. Jahrhundert (Monument historique)
- Kirche Saint-Orens aus dem 19. Jahrhundert

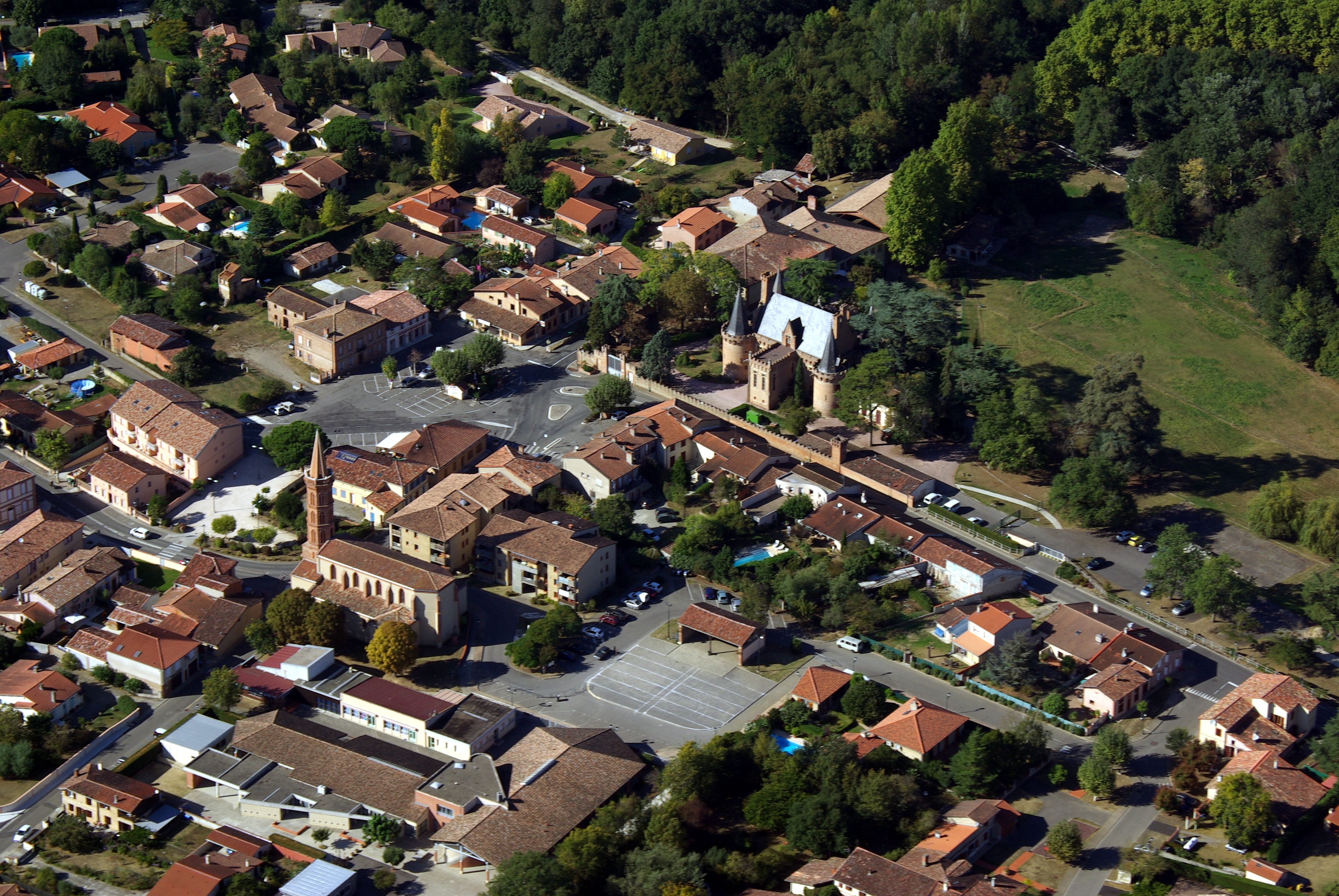
Luftansicht von Brax
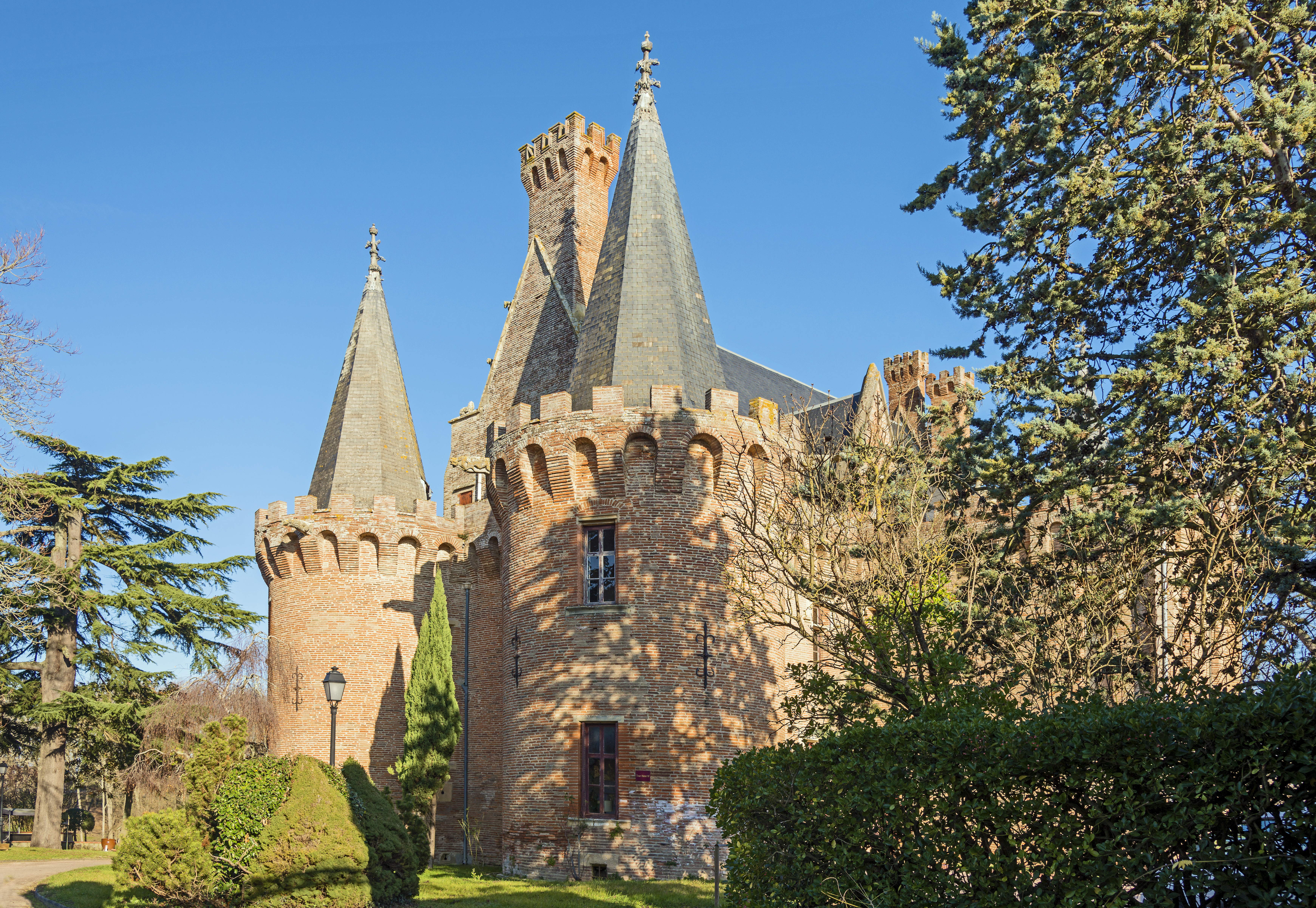
Der Eingang zum Schloss von Brax
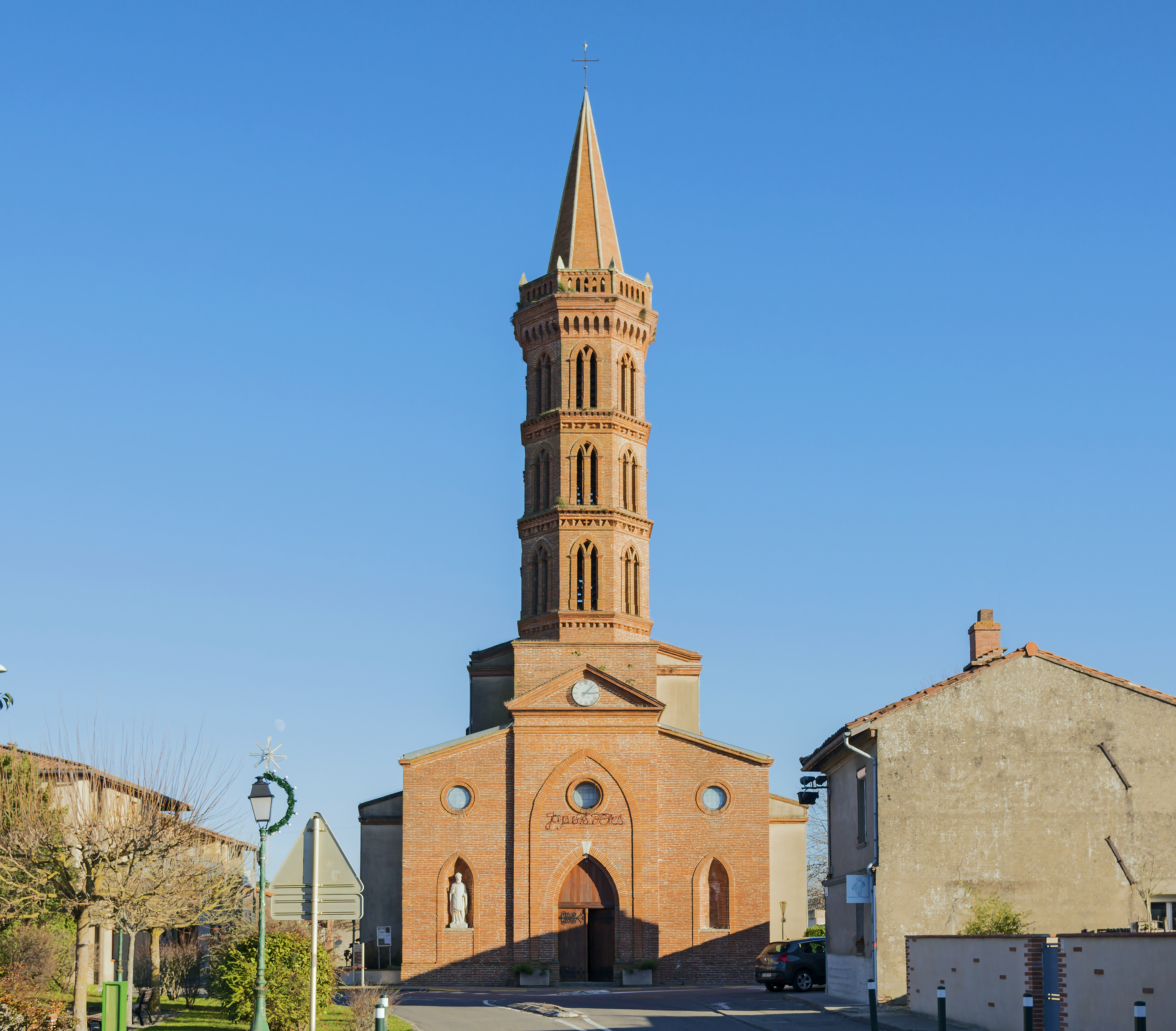
Die Dorfkirche Saint-Orens von Brax